# Pseudiodis unifascia
Pseudiodis unifascia là một loài bướm đêm trong họ Geometridae.